# Krone Töss
Die Krone Töss war ein Hotel in Winterthur-Töss. Es stand am Ortseingang am linken Ufer der Töss neben der damaligen Kronenbrücke. 1964 musste das Gebäude dem Bau der Autobahn A1 weichen.

## Geschichte
1828 baute der Tierarzt Heinrich Ernst aus Winterthur in der damals noch selbstständigen Gemeinde Töss das Gebäude der Krone Töss. Ab 1828 wurde die Krone als Gastwirtschaft geführt. Im Katasterplan ist diese Bezeichnung als Gasthaus im Jahr 1832 belegt, ab 1840 wird von einem Gasthaus mit Holzschopf und vier Schweineställen gesprochen.
Sein markantes Aussehen bekam das Gasthaus Krone jedoch erst durch einen Ausbau im Jahr 1897, als das damalige Gasthaus Krone durch einen Verbindungsbau mit einem weiteren Wohnblock verbunden wurde. Ausgeführt wurde dies durch den Winterthurer Baumeister Josef Basler. Die neue Krone besass von nun an eine grössere Küche, 14 Hotelzimmer, eine Kegelbahn, Sitzungszimmer, einen Gesellschaftssaal und einen stattlichen Veranstaltungssaal mit Bühne und einer Galerie mit 450 Sitzplätzen. Neben der bisherigen Gastwirtschaft gab es mit dem Kronen-Garten auch noch eine Gartenwirtschaft. Durch den Umbau war das Gebäude von nun an von grosser Bedeutung für die Tössemer Vereine und wurde als Veranstaltungslokal genutzt. Das Stadtorchester Winterthur und diverse Chöre gaben dort Konzerte, der TV Töss führte Abendunterhaltungen durch und im grossen Festsaal fanden internationale Radballturniere statt. Auf das Jahr des Kroneumbaus datiert auch die Gründung des Dramatischen Vereins Töss, der im Saal der Krone Töss einmal jährlich eine Theatervorführung durchführte. 1902 wurde im Restaurant der Krone der Schwingklub Winterthur gegründet. Später wurde auf der Nordseite nochmals ein Wohnblock an das Gebäude angehängt und an der Südseite wurde eine Tankstelle angebaut.
Das Ende der Krone wurde 1959 eingeläutet, als sie aufgrund der hohen Verschuldung und gescheiterten Renovationsplänen des bisherigen Besitzers zwangsversteigert wurde und für 378'000 Fr. unter den Hammer kam (heute wären dies inflationsbereinigt 1'463'094 Fr.). Der neue Besitzer verkaufte die Krone ein Jahr später an eine Möbilisierungs-AG aus Zürich weiter, die den grossen Saal ab 1962 für eine Möbelausstellung nutzte, während die Gastwirtschaft im Untergeschoss noch bis im Juli 1963 betrieben wurde. 1964 wurde das Haus vom Kanton Zürich aufgekauft, da es dem Bau der neuen Autobahn A1 im Weg stand. Im März 1965 wurde das Gebäude im Rahmen einer Militärübung von einer Luftschutzkompagnie gesprengt.